# 잇큐촌
잇큐촌(一宮村)은 오카야마현 마니와군에 있던 촌이다. 현재의 마니와시에 해당한다.

## 역사
- 1889년 6월 1일 - 정촌제 시행에 의해 마시마군 잇큐촌이 성립하였다.
- 1900년 4월 1일 - 마시와군이 오바군과 합병해 마니와군이 성립하여 잇큐촌은 마니와군에 소속되었다.
- 1907년 5월 1일 - 가쓰야마정, 가와니시촌, 쓰키다촌과 합병해 새로운 가쓰야마정이 성립하여, 동일 잇큐촌은 폐지되었다.

## 교통

### 도로
- 국도 제313호선

## 참고문헌
- 和泉橋警察署 『新旧対照市町村一覧』第2冊（東京：加藤孫次郎、1889（明22））
- 地名編纂委員会 『角川日本地名大辞典33 岡山』（角川学芸出版、1989、ISBN 4040013